# مورين إيفانز
مورين إيفانز (بالإنجليزية: Maureen Evans)‏ هي مغنية بريطانية، ولدت في 20 مارس 1940 في كارديف في المملكة المتحدة.

## وصلات خارجية
- مورين إيفانز على موقع IMDb (الإنجليزية)
- مورين إيفانز على موقع ميوزك برينز (الإنجليزية)
- مورين إيفانز على موقع ديسكوغز (الإنجليزية)